# دزدان فروشگاه
دزدان فروشگاه
 یا دله دزدهای فروشگاه (به ژاپنی: "万引き家族")، به معنی تحت‌الفظی خانواده دزدها نام یک فیلم درام ژاپنی به کارگردانی هیروکازو کورئیدا محصول ۲۰۱۸ است. این فیلم برندهٔ نخل طلای هفتاد و یکمین جشنواره فیلم کن و بهترین فیلم خارجی‌زبان انجمن منتقدان فیلم بوستون شد.

## داستان
اوسامو شیباتا (Osamu Shibata) و نوبویو (Nobuyo) در یک خانه کوچک به‌همراه پسری بچه‌ای بنام شوتا (shota)، آکی (Aki) و مادربزرگ آکی در کنار هم زندگی می‌کنند. اوسامو و نوبویو هر روز سخت تلاش می‌کنند اما پول چندانی به خانه نمی‌آورد، در نتیجه آنها برای پرکردن شکم خودشان چاره‌ای ندارند به‌غیر از اینکه به سرقت رو بیاورند.
در همین حین زمانی که مشغول سرقت بودند دختری با نام جوری (Juri) را ملاقات می‌کنند که تک و تنها برای خودش نشسته بود و بازی می‌کرد، اوسامو تصمیم می‌گیرد این دختر را به خانه‌شان برده و شکمش را سیر کنند. در منزل متوجه می‌شوند که جوری مورد ضرب و شتم قرار گرفته و تمام بدنش کبود است. جوری آن شب را در خانه این خانواده می‌گذراند و از آنجایی که جایی برای زندگی نداشت به‌عضوی از خانواده آنها تبدیل می‌شود و این سرآغاز اتفاقات و مشکلات آنهاست…

## بازیگران
- لیلی فرانکی در نقش اوسامو شیباتا
- ساکورا آندو در نقش نوبویو شیباتا
- مایو ماتسواوکا در نقش آکی شیباتا
- کیرین کیکی در نقش هاتسوئه شیباتا
- نائوتو اوگاتا در نقش یوزورو شیباتا
- سوسوکه ایکه‌ماتسو
- موئمی کاتایاما
- یوکی یامادا
- یوکو موریگوچی
- کنگو کورا
- چیزورو ایکه‌واکی
- آکیرا اموتو

## جوایز
| جایزه      | تاریخ برگزاری   | بخش     | دریافت کننده     | نتیجه | منابع |
| ---------- | --------------- | ------- | ---------------- | ----- | ----- |
| جشنواره کن | جشنواره کن ۲۰۱۸ | نخل طلا | هیروکازو کورئیدا | پیروز | [ ۷ ] |